# Kapelusze myślowe

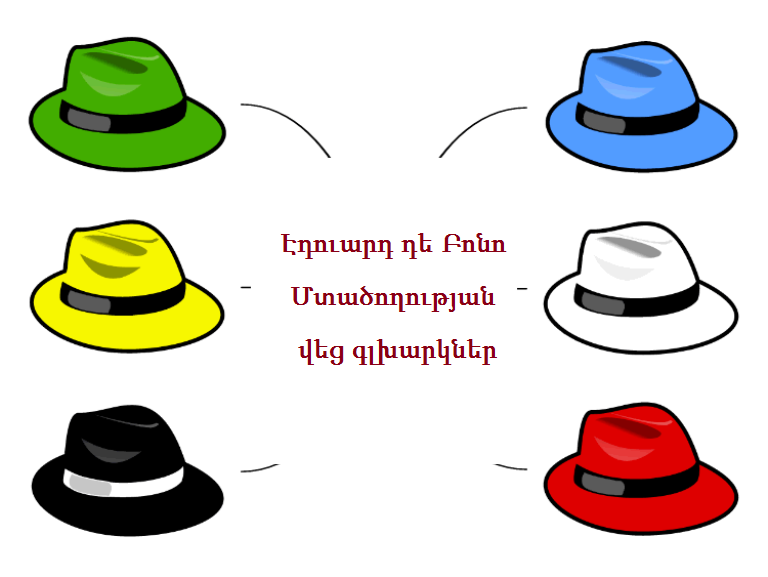
Ilustracja przedstawiająca kolory kapeluszy w metodzie nauczania Edwarda de Bono

Kapelusze myślowe – dyskusyjna metoda nauczania zaproponowana przez Edwarda de Bono, której istotą jest uporządkowanie wypowiedzi uczestników dyskusji, co dokonuje się za pomocą włożenia na głowę kapelusza odpowiedniego koloru.

## Charakterystyka
Metoda z założenia ma być pomocna w twórczym rozwiązaniu jakiegoś problemu. Podczas stosowania tej metody uczestnik dyskusji przed zabraniem głosu musi zastanowić się nad charakterem swojej wypowiedzi. W zależności od rodzaju wypowiedzi powinien on podczas wypowiadania się mieć na głowie założony kapelusz odpowiedniego koloru. 
Zdaniem de Bono każdy człowiek, w zależności od własnej inteligencji emocjonalnej oraz sytuacji ma wykształcone preferencje myślowe ujawniane podczas swojej aktywności twórczej. Tego typu podejścia w myśleniu zależą często od umiejętności ich chwilowego aktywowania i dezaktywowania. 
De Bono zaproponował sześć kolorów kapeluszy, do których można przypisać sześć rodzajów wypowiedzi:
- biały – kolor obiektywny. Uczestnik wypowiada się o faktach, prezentuje dane i liczby,
- czerwony – uczestnik mówi o swoich emocjach, wyraża emocjonalny punkt widzenia (obawy, radość, entuzjazm). Nie uzasadnia natomiast własnych emocji[1]
- żółty – uczestnik wskazuje zalety danej propozycji,
- czarny – uczestnik krytykuje jakieś aspekty danej propozycji,
- zielony – uczestnik podsuwa własne pomysły, uzupełnia,
- niebieski – uczestnik (prowadzący) porządkuje wypowiedzi, nadzoruje używanie kapeluszy.

Z uwagi na występowanie różnorakich sytuacji problemowych de Bono nie wskazał jednej kolejności, w jakiej należałoby zakładać kapelusze.